# Tahoe Vista
Tahoe Vista is een dorp in de Amerikaanse staat Californië. Het ligt in Placer County aan de noordoever van het grote bergmeer Lake Tahoe. De plaats is een census-designated place zonder eigen lokaal bestuur. In 2010 telde Tahoe Vista 1433 inwoners.

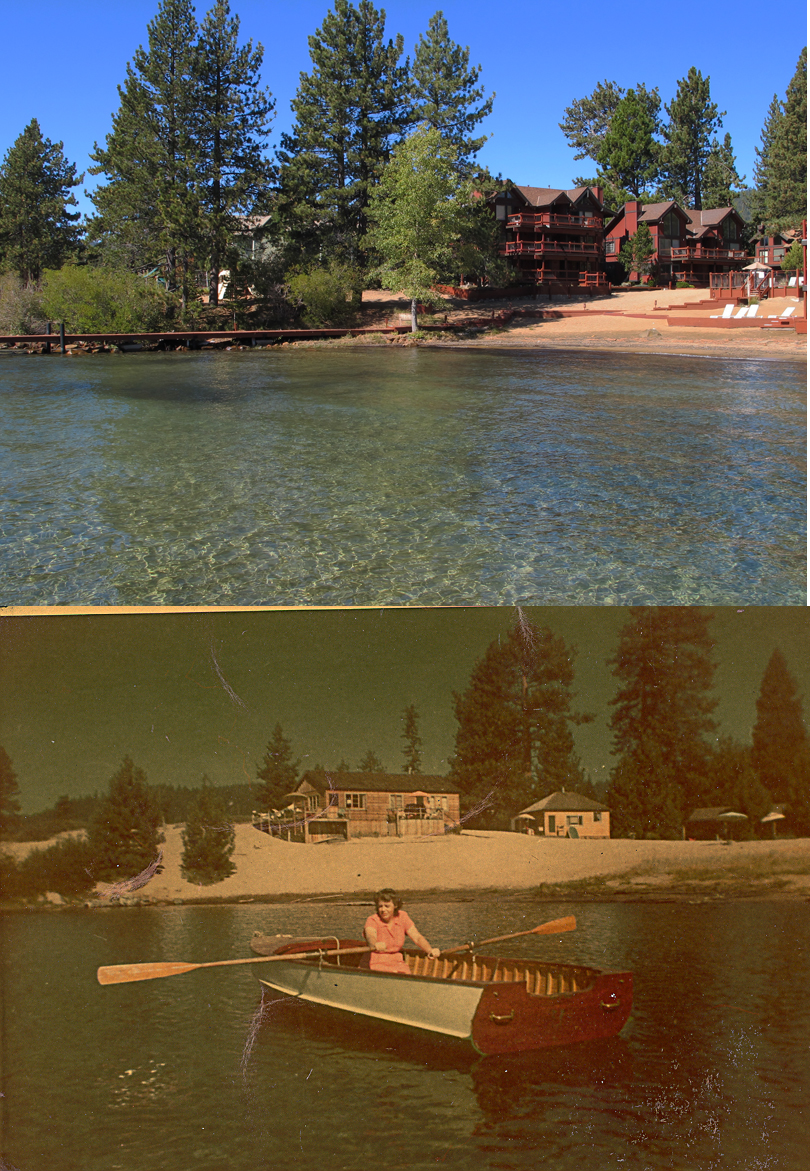
Tahoe Vista in 2011 en 1946

California State Route 28 loopt als de North Lake Boulevard van oost naar west door het dorp en vormt de hoofdstraat. Op de grens met Kings Beach begint State Route 267 die naar het populaire skigebied Northstar California en naar het stadje Truckee en zijn luchthaven voert.
Tahoe Vista beschikt over een tweetal kilometer zandstranden, waarvan sommige openbaar zijn. In het noorden van het dorp ligt het openbare sport- en recreatiedomein North Tahoe Regional Park. In het oosten is een golfterrein.

## Demografie
Volgens de volkstelling van 2010 woonden er 1433 mensen in Tahoe Vista. In 2000 bedroeg het inwonertal nog 1668. 89% van de inwoners is blank.